# Rikuto Tamai
Rikuto Tamai (* 11. September 2006 in Takarazuka) ist ein japanischer Wasserspringer.

## Karriere
Rikuto Tamai nahm 2021 im Alter von 14 Jahren an den Olympischen Spielen in Tokio teil. Bei den Weltmeisterschaften 2022 in Budapest wurde er Elfter vom Ein-Meter-Brett und gewann Silber im 10-m-Turmspringen.
Bei den Olympischen Spielen 2024 in Paris gewann Tamai die Silbermedaille vom 10-m-Turm.